# 디자인 플래닝
디자인 플래닝(design planning)은 디자인을 전략적 관점에서 기획하고 디자인 프로젝트를 수행해 나가기 위한 계획을 수립하는 일이다.
어떤 디자인을 만들고자 할 때 '무엇을 디자인할 것인가?'와 '어떻게 그 디자인을 만들어낼 것인가?'의 두 가지 질문에 따라 디자인을 해 나가는 절차적 활동을 할 수 있다. 이때 이러한 시작부터 디자인의 결과물이 나오는 시점까지의 계획이 필요하다. 이때 특히 디자인 플래닝은 "무엇을 디자인할 것인가?"에 대한 답을 구하는 일련의 디자인 프로세스를 위한 사전 활동이다. 디자인의 결과는 제품, 서비스 혹은 절차나 조직이 될 수도 있으며 이러한 활동을 통해 실제 만드는 과정에서의 목표를 확실히 하며 좋은 결과물에 대한 평가의 지침이 될 수 있다.

## 디자인 프로세스
어떤 제품을 만드는 단계를 시작하기 위해서는 그 제품이 어떤 시장을 목표로 하는지 어떤 쓰임새로 쓰이게 될 것인지 같은 마케팅 측면과 제조 단가와 내장 기능 같은 설계상의 문제에 대한 계획이 필요하다. 이러한 상품 기획은 보통의 규모있는 회사에서는 '상품기획부서'에서 담당한다. 이러한 기업 구조에서 이전에는 마케팅 부서나 제조부문, 개발 부문 또는 경영진에서 이미 무엇을 만들것인지가 대략 정해진 후에 기업내 디자인부서나 외부 디자인 전문회사에게 디자인 개발을 의뢰해왔다. 그러나 어떤 디자인을 만들어 낼지에 대한 이해가 부족하고 소비자 중심적 사고가 부족하여 이러한 상품 기획은 대중적 소비를 지향하는 제품의 경우 실패의 원인이 되기도 하였다.
한편 디자인 담당자는 내부적 요구 사항과 시장의 요구 사항을 제대로 이해해야만 적절한 창조적 디자인 결과물을 만들어낼 수 있는데 이때 잘못된 전략적 결정이나 근시안적 사고방식, 혹은 소비자 중심이 아닌 관점에서 디자인을 계획하고 평가하게 되면 디자인 결과물의 질적 저하를 피할 수 없게 된다.

## 방법론
기본적으로 디자인 플래닝은 시장에서 사용자의 드러나 있지 않은 소비욕구와 필요성 즉 니즈(Needs)를 찾아내어 그 니즈에 대응하는 디자인의 전략적 접근 과정을 계획하는 것이다. 이때 어떻게 사용자의 잠재된 니즈를 찾아내는가는 여러 가지 방법이 사용된다. 최근에는 기존의 마케팅 리서치에서 주로 쓰이는 설문지를 중심으로 하는 정량조사(Quantitative research)보다는 문화인류학적 방법인 문화기술연구 등을 이용한 정성조사 방법(Qualitative research)을 많이 쓰기도 한다.
특히 정성조사방법은 사회적 문화적 맥락하에서 사용자의 잠재된 니즈를 찾아내는 데 유용하다. 이는 문화인류학, 사회학, 심리학과 마케팅과의 긴밀한 공조가 필요하다. 정성조 사는 연구자가 연구를 시작할 때 모르던 새로운 가설을 찾아낼 수 있는 발견적인 방법이고 정량조사는 연구자가 미리 생각해낸 가설을 사회 통계적 증명을 통해 답을 얻어내는 방법이다. 그래서 이 두 방법을 적절한 사용은 디자인 플래닝을 위한 중요한 방법론이다.

## 디자인 플래닝의 연구자
디자인 분야이기는 하지만 디자인 플래닝은 보통의 디자이너가 할 수 있는 능력보다 훨씬 많은 다른 분야의 지식과 실무능력이 요구된다. 연구자는 사회와 문화적 이해의 맥락 안에서 사용자의 행동을 세심히 관찰하고 때로는 대화를 통해서 사실을 종합해 가며 때로는 사용자가 직접 말해주지 않는 생활방식을 구성하는 사고방식을 알아낼 수 있어야 한다. 이러한 여러 가지 방법을 통해 잠재된 니즈를 이해하고 이를 새로운 디자인의 창출을 위해 계획하는 것은 디자이너가 최종 결과물을 디자인 하는 만큼의 창조성이 필요한일이다.
때로는 디자인 플래닝을 새로운 마케팅 분야로 간주하기도 한다. 기존의 기업환경에서는 마케팅 부서에서 신상품의 기획을 주로 이끄는 것이 일반적인 기업의 업무 분담이기 때문이다. 그러나 이러한 마케팅적 관점은 인간중심의 디자인보다는 기업의 이윤추구에 관심을 더 많이 가질 가능성이 있으며 영업부서의 관점과 함께 단기적이며 근시안적일 위험이 있다는 비판이 있다. 또한 제품개발자 중심의 관점에서는 제조의 편의성을 우선하기도 한다. 이러한 관점의 차이와 소비자(사용자)에 대한 관점의 차이는 과업을 추진하는 방향에서 큰 차이를 보여준다. 하지만 이러한 관점의 조율 속에 기업의 이윤과 소비자의 효익이 균형을 이루는 디자인을 만들어 낼 수 있다.

## 관련 대학
- 일리노이 공과대학 디자인 대학원 IIT 보관됨 2008-02-26 - 웨이백 머신 디자인 플래닝 전공을 개설하였다. 디자인 석사학위, 디자인 방법론 석사학위, MBA 겸 디자인 석사학위 와 박사학위 과정이 개설되어 있다.
- 카네기 멜론 대학교 디자인 대학 학부과정과 함께 디자인 석사(MDes)와 제품 개발 석사(MPD), 디자인학 박사과정이 있다. 특히 제품개발학과정은 엔지니어나 디자인 공부를 한 사람들이 재품 개발과정에서 주도적인 역할을 하기 위해 학습하는 과정이다.
- 카이스트 산업디자인학과 국내 최초로 디자인 매니지먼트 및 디자인 방법론의 커리큘럼을 도입하여 합리적이고 체계적인 디자인 프로세스, 디자인 컨셉 도출을 위한 디자인 플래닝 과정을 교육함. 공학석사, 박사 학위제도를 도입하여 융복합 개념의 디자인 글로벌 협력체제를 강화하고 있다.
- 홍익대학교 국제디자인전문대학원 한국의 디자인 전문대학원으로 디자인 매니지먼트과에서 주로 디자인 플래닝 과정을 다룬다. 이외에 제품디자인과, 디지털 미디어과 석사과정과 디자인학 박사과정이 있다.

## 관련 업계

### 기업내 디자인 플래닝
- 노키아의 잔 칩체이스의 블로그
- 필립스 디자인 웹사이트
- 모토로라의 디자인 플래닝의 예

### 디자인 자문 전문 기업
디자인 플래닝을 기업들에게 자문하는 콘설턴시 회사들이다. 디자인 플래닝과 함께 경영자문, 혁신적 개발을 위한 자문연구등을 수행하고 있다.
- 더블린 그룹 보관됨 2008-02-28 - 웨이백 머신
- 채스킨
- 어댑티브패스 보관됨 2020-12-14 - 웨이백 머신

## 같이 보기
- 디자인 경영
- 디자인 싱킹
- 산업 디자인
- 교수 설계
- 제품 디자인
- 서비스 디자인
- 사용자 중심 설계